# 조니 위어
존 가빈 조니 위어(John Garvin "Johnny" Weir, 1984년 7월 2일 ~ )는 미국의 피겨 스케이팅 선수이다.

## 기본정보
- 생년월일: 1984년 7월 2일(40세)
- 키: 175cm (5'9")
- 가족: 부모님, 남동생
- 출생지: 펜실베이니아주 체스터 카운티
- 좋아하는 선수: 예브게니 플루셴코, 김연아, 이리나 슬루츠카야, 토트미아니나 마리닌 등.[1]
- 코치: 갈리나 지메스카야, 빅토르 페트렌코
- 안무가: 니나 페트렌코, 파예 키타리에바, 데니스 페추코프, 데이비드 윌슨
- ISU 공인 개인 최고 기록
  - 쇼트프로그램: 84.60 (2009 그랑프리 파이널)
  - 프리스케이팅: 152.75 (2009 그랑프리 파이널)
  - 총점: 237.35 (2009 그랑프리 파이널)

## 인물
조니 위어는 피겨 선수로는 다소 늦은 나이인 12세에 피겨에 입문했다. 그러나 점프에 두각을 보여, 더블악셀 점프를 일주일 만에 습득했다고 한다. 피겨 시작 전에는 승마를 한 적이 있었다. 승마로 펜실베이니아 주의 챔피언도 했었다. 어린 시절부터 러시아를 좋아하여, 2007년에는 외국인으로는 유일하게 이에 대한 공로상을 받기도 했다. 패션모델의 경험도 있으며 2007-08시즌과 2008-2009시즌의 의상은 스스로 디자인했다. Gregory/Petukhov의 2007/2008 의상도 디자인해 주었다.

## 스케이팅 기술
조니 위어는 '트리플악셀(3회전반바퀴)' 점프에서 좋은 가산점을 얻고 있다. 또한 3회전-3회전 컴비네이션도 수행하고 있다. 그러나 '3회전 룹' 점프는 본인 스스로 싫어하는 점프라고 밝힌 바 있다. 연습 때에는 4회전-3회전-2회전의 컴비네이션 점프를 성공한 적 있지만, 아직 공식 국제 경기에서는 성공한 적 없다. 2008년 세계 선수권에서는 4회전 토룹을 시도하였으나 회전부족 판정을 받았다.
위어는 3회전 플립 점프의 도약 방법이 잘못되었다는 지적을 받고 있다. 올바른 플립 점프는 스케이트의 안쪽 엣지로 도약하여 점프해야 하지만, 위어는 점프 직전에 스케이트의 바깥쪽 엣지로 바꾸고 점프를 한다.
그러나 2007년 5월, ISU(국제빙상연맹)에서 강화된 규칙에서는 이러한 잘못된 점프를 엄격하게 단속한다는 규정이 수록되어, 2007-08시즌부터는 잘못된 에지의 플립 점프에 감점이 실시되었다. 이에 따라, 2007-08시즌에서는 세계 선수권에서 '잘못된 점프 도약' 판정을 받았다.

## 주요 대회 기록
| 대회/시즌                  | 97-98 | 98-99 | 99-00 | 00-01 | 01-02 | 02-03 | 03-04 | 04-05 | 05-06 | 06-07 | 07-08 | 08-09 | 09-10 |
| -------------------------- | ----- | ----- | ----- | ----- | ----- | ----- | ----- | ----- | ----- | ----- | ----- | ----- | ----- |
| 동계올림픽                 |       |       |       |       |       |       |       |       | 5     |       |       |       | 6     |
| 세계선수권                 |       |       |       |       |       |       | 5     | 4     | 7     | 8     | 3     |       |       |
| 4대륙 선수권               |       |       |       |       | 4     |       |       |       |       |       |       |       |       |
| 미국 선수권                | 3 N.  | 4 J.  | 5 J.  | 6     | 5     | 기권  | 1     | 1     | 1     | 3     | 2     | 5     |       |
| 그랑프리 파이널            |       |       |       |       |       |       |       | 기권  |       | 기권  | 4     | 3     | 3     |
| NHK 트로피                 |       |       |       |       |       | 기권  |       | 1     |       |       |       | 2     | 2     |
| 스케이트 아메리카          |       |       |       |       |       |       |       |       |       |       |       | 2     |       |
| 로스텔레콤 컵              |       |       |       |       |       |       |       | 2     | 3     | 2     | 1     |       | 4     |
| 컵 오브 차이나             |       |       |       |       |       |       |       |       |       |       | 1     |       |       |
| 스케이트 캐나다            |       |       |       |       | 7     |       |       |       | 7     | 3     |       |       |       |
| 트로피 에릭 봉파르         |       |       |       |       | 4     |       |       | 1     |       |       |       |       |       |
| 주니어 세계선수권          |       |       |       | 1     |       |       |       |       |       |       |       |       |       |
| 주니어 그랑프리 중국       |       |       |       | 2     |       |       |       |       |       |       |       |       |       |
| 주니어 그랑프리 프랑스     |       |       |       | 6     |       |       |       |       |       |       |       |       |       |
| 주니어 그랑프리 노르웨이   |       |       | 2     |       |       |       |       |       |       |       |       |       |       |
| 주니어 그랑프리 체코       |       |       | 7     |       |       |       |       |       |       |       |       |       |       |
| 주니어 그랑프리 슬로바키아 |       | 1     |       |       |       |       |       |       |       |       |       |       |       |
| 핀란디아 트로피            |       |       |       |       |       |       | 2     |       |       |       |       |       |       |
| 트리글라브 트로피          | 2 N.  |       |       |       |       |       |       |       |       |       |       |       |       |

- N : 노비스 부문 (만 13세 이하), J : 주니어 부문(만 13세 이상)

## 같이 보기
- 패트릭 챈
- 에번 라이서첵
- 브리앙 주베르
- 다카하시 다이스케
- 제프리 버틀